# Trachusa catinula
Trachusa catinula är en biart som beskrevs av brooks, Griswold och > 1988. Trachusa catinula ingår i släktet hartsbin, och familjen buksamlarbin. Inga underarter finns listade i Catalogue of Life.